# Acripo
Acripo (en griego, Ἄκριπος) fue una antigua ciudad griega que se considera que pudo haber estado situada en la zona fronteriza de las regiones de Etolia y de Acarnania.
Se conoce únicamente a través de un testimonio epigráfico donde se menciona el nombramiento de un teorodoco de la ciudad, hacia el año 356/5 a. C., para acoger al teoro de Epidauro.
Se desconoce su localización exacta, aunque por el orden que ocupa en la lista de teorodocos, tras la ciudad de Argos Anfiloquia, se considera que era una ciudad Etolia (a pesar de que Hiporeas, que aparece a continuación, se considera Acarnania).